# Мол (јединица)
Мол (симбол: mol) је једна од седам СИ основних јединица и обично се користи у хемији. Мол мери количину супстанце и дефинише се као количина супстанце која садржи толико молекула колико има атома у тачно 12 грама угљениковог изотопа C12. Ова количина је позната као Авогадров број и приближно износи 6,0221415 × 10²³. Због везе јединице атомске масе са Авогадровим бројем, практичан начин исказивања овога за атоме или молекуле је: Количина супстанце која садржи исти број грама као и број атомске масе супстанце. Пошто гвожђе, на пример, има атомску масу од 55,845, у једном молу гвожђа има 55,845 грама (0,055845 килограма). Када се мол користи за одређивање количине супстанце, треба да се наведе и о којој врсти 'елементарних јединки' (честица) се ради. Честице могу да буду атоми, молекули, јони, електрон ... На пример, 18 грама воде садржи 1 мол кисеоника и 2 мола водоника али 3 мола атома.
Мол се широко користи у хемији као погодан начин за изражавање количина реактаната и продуката хемијских реакција. На пример, хемијска једначина 2H2 + O2 → 2H2O се може интерпретирати да значи да 2 мола диводоника (H2) и 1 мол дикисеоника (O2) реагују да формирају 2 мола воде. Мол се такође може користити за представљање броја атома, јона или других ентитета у датом узорку супстанце. Концентрација раствора се обично изражава у виду моларитета, дефинисаног као количина растворене супстанце по јединици запремине раствора, за који се као јединица типично користи мол по литру (mol/l), што се обично скраћује са M. Термин грам-молекул се раније користио за есенцијално исти концепт. Термин грам-атом је кориштен за сродни али различит концепт, наиме количину супстанце која садржи Авогадров број атома, било изолованих или комбинованих у молекулима. Стога, на пример, 1 мол 2 је 1 грам-молекул 2, али 3 грам-атома MgBr2.
Међународни дан молова обележава се 23. октобра. Баш тај датум (23.10) узет је из разлога што је део Авогадровог броја 10²³.

## Дефиниција и сродни концепти
Количина супстанце је мера квантитета супстанце која је пропорционална броју њених ентитета. Према подацима из 2011. године, Међународни биро за тегове и мере дефинише мол као:

1. Мол је количина супстанце система који садржи онолико елементарних ентитета колико има атома у 0,012 килограма угљеника-12.
2. Када се мол користи, елементарни ентитети морају бити специфицирани и могу бити атоми, молекули, јони, електрони, друге честице или одређене групе таквих честица.

Стога, по дефиницији, један мол чистог 12 има масу од тачно 12 .
Међутим, дана 16. новембра 2018, након састанка научника из више од 60 земаља при Генералној конференцији за тегове и мере у Версају у Француској, који је организовао Међународни биро за тегове и мере (BIPM), све СИ јединице су дефинисане у смислу физичких константи. То значи да свака СИ јединица, укључујући мол, није више дефинисана у смислу било ког физичког објекта, већ је дефинисана константама које су, по својој природи егзактне. Ове промене су званично на снази од 20. маја 2019. године. Следствено овој промени, један мол неке супстанце је дефинисан као количина која садржи 6,02214076×1023 честица. Следећа формула омогућава израчунавање количине молова дате супстанце или хемијског елемента, под условом да је позната количина честица (e.g. молекула или атома).
{\displaystyle n={\frac {N}{N_{A}}}} 
где је: {\displaystyle n-} количина молова представљен бројном вредношћу, {\displaystyle N-} количина честица дате супстанце или елемента, {\displaystyle N_{A}-}Авогадров број.  На пример, један мол водоничних атома по дефиницији садржи 6,02214076×1023 водонични атома, који имају масу од 1,008 грама.
Моларна маса супстанце је маса узорка подељена количином супстанце у том узорку. Ово је константа за било коју дату супстанцу. Како је униформна атомска јединица масе (симбол: u или Da) дефинисана као 1/12 масе 12 атома, следи да је моларна маса супстанце, мерена у грамима по молу, нумерички једнака са њеном просечном атомском или молекулском масом израженом у Da. Може се одредити количина познате супстанце, у моловима, тако што се маса узорка дели моларном масом супстанце. Други методи су примена моларне запремине или мерење наелектрисања.
Маса једног мола супстанце не зависи само од њене молекулске формуле, него и од пропорција изотопа сваког хемијског елемента присутног унутар узорка. На пример, маса једног мола калцијума-40 је 39,96259098±0,00000022 грама, док је маса једног мола калцијума-42 41,95861801±0,00000027 грама, а један мол калцијума са нормалном изотопском смешом има 40,078±0,004 грама
Дефиниција грама према подацима из 2011. године није математички везана за атомску јединицу масе, те се стога број молекула по молу  (Авогадрова константа) мора експериментално одредити. Вредности коју је адаптирао CODATA комитет 2010. године је NA = (6,02214129±0,00000027)×1023 mol-1. Године 2011 мерење је побољшано на (6,02214078±0,00000018)×1023 mol-1.
Маса и запремина (својства материје) се често користе за квантификацију узорка супстанце. Међутим, запремина се мења са температуром и притиском. Слично томе, због релативистичких ефеката, маса узорка се мења са температуром, брзином или гравитацијом. Овај ефекат је веома мали на ниским температурама, брзинама или гравитацији, али при великој брзини као у акцелератору честица или теоретском свемирском пловилу, промена је значајна. Количина супстанце остаје иста без обзира на температуру, притисак, брзину или гравитацију, осим ако (хемијска или нуклеарна) реакција не промени број честица.

## Историја
Име мол се први пут појавило 1902. када је било коришћено да се изрази молекуларна маса супстанце у грамима. Тако, на пример, 1 мол хлороводичне киселине (HCl) има масу од 36,5 грама (атомске масе Cl: 35,5 u, : 1,0 u). Колоквијално говорећи, мол је згоднији начин рачунања велике количине честица. Ако се бавите великим бројем молекула или атома, онда имате мол молекула или атома. Ако имате пола овог броја ових јединки, онда имате пола мола њих.
Пре 1959. и IUPAP и IUPAC су користили кисеоник да дефинишу мол: хемичари дефинишући мол као број атома кисеоника који су имали масу 16 g, а физичари користећи сличну дефиницију, али само са кисеоник-16 изотопом. Две организације су се договориле 1959/60 године да дефинишу мол као: „Мол је количина супстанце система који садржи толико елементарних јединки колико има атома у 0,012 килограма угљеника 12; његов симбол је mol.”
Ово је усвојено од стране Међународног комитета за тежине и мере (CIPM) 1967. године, а онда је 1971. усвојен на четрнаестој Генералној конференцији тежина и мера (CGPM). Године 1980, CIPM је разјаснио дефиницију одозго, дефинишући да су угљеникови 12 атоми невезани и у свом основном стању.
Име мол је превод из 1897. године немачке јединице Mol, што је реч коју је сковао хемичар Вилхелм Оствалд 1894. године од немачке речи Molekül (молекул). Сродни концепт еквивалентне масе је био у употреби бар један век раније.
Мол је усвојен као седма основна јединица СИ система 1971. године на 14. CGPM заседању. На 26. CGPM заседању дефиниција мола је промењена из броја изведеног из масе (броја атома у 12 грама угљеника-12, 12C) до директне једнакости са Авогадровом константом.

## Корисност „молова“
Молови су веома корисни у хемијским прорачунима, јер омогућавају прорачунавање хемијских производа и осталих вредности када је реч о честицама различитих маса.
Број честица је кориснија јединица у хемији од масе или тежине, јер се реакције одвијају између атома (на пример, два водоникова атома и један кисеоников чине молекул воде) који имају веома различите тежине (један кисеоников атом тежи скоро 16 пута више од водониковог). Међутим, само бројеви атома у реакцији нису згодни, јер су веома велики; на пример, само један милилитар воде садржи преко 3 × 10²² (или 30.000.000.000.000.000.000.000) молекула.

## Пример рачунања
У овом примеру, молови се користе да се израчуна маса добијеног CO2 када сагори 1 g етана. Једначина за ову хемијску реакцију је:
Овде, 7 молова кисеоника реагују са 2 мола етана да би дали 4 мола угљен-диоксида и 6 молова воде. Приметите да број молова не мора да изједначи стране једначине. То је зато што мол не рачуна масу или број атома укључених у реакцију, него просто број самосталних честица. У овом прорачуну, прво је неопходно да се добије број молова етана који је сагорео. Маса у грамима једног мола супстанце је по дефиницији његова атомска или молекулска маса. Атомска маса водоника је 1, а угљеника 12, тако да је молекулска маса C2H6 (2 × 12) + (6 × 1) = 30. Један мол етана је 30 g. Сагорела количина је била 1 g или 1/30 мола. Молекулска маса CO2 (атомска маса угљеника је 12, а кисеоника 16) је 2 × 16 + 12 = 44, тако да један мол угљен-диоксида износи 44 g. Из формуле знамо да
1 мол етана даје 2 мола угљен-диоксида (јер 2 дају 4).
Такође знамо масе молова и етана и угљен-диоксида, тако да
30  етана даје 2 × 44 g угљен-диоксида.
Неопходно је да се множи маса угљен-диоксида са 2, јер се стварају два мола. Међутим, такође знамо да је сагорела само 1/30 мола етана. Поново:
1/30 мола етана даје 2 × 1/30 мола угљен-диоксида,
па коначно:
30 × 1/30 g етана даје 44 × 2/30 g угљен-диоксида = 2,93 g.